# Подгорный, Руслан Витальевич
Русла́н Вита́льевич Подго́рный (род. 25 июля 1977, Винница) — украинский шоссейный и трековый велогонщик, выступал на профессиональном уровне в конце 1990-х — начале 2010-х годов. Чемпион мира на треке в командной гонке преследования, участник гранд-туров «Джиро д’Италия» и «Вуэльта Испании», участник летних Олимпийских игр в Пекине, победитель и призёр многих стартов национального и международного значения. Заслуженный мастер спорта Украины.

## Биография
Руслан Подгорный родился 25 июля 1977 года в Виннице. 
Активно заниматься велоспортом начал в возрасте двенадцати лет под руководством тренера Василия Михайловича Пастернака. В пятнадцать лет переехал на постоянное жительство в Белую Церковь, где проходил обучение в Центре олимпийской подготовки КОСДЮШОР «Луч» у заслуженного тренера Дмитрия Архиповича Чмирука. Первое время выступал преимущественно на треке, лишь изредка участвуя в шоссейных соревнованиях.
Первого серьёзного успеха добился в 1997 году когда занял второе место на шоссейном чемпионате Украины и попал в основной состав украинской национальной сборной — прошёл с командой подготовительные сборы в Италии, всего за сезон проехал около 80 шоссейных гонок. Год спустя побывал на трековом чемпионате мира в Бордо и одержал там победу в командной гонке преследования, совместно с Александром Феденко, Сергеем Матвеевым и Александром Симоненко. Ещё через год он стал двукратным чемпионом Европы среди андеров (спортсменов до 23 лет), выиграв индивидуальную и групповую гонки. В 2000 году вместе с соотечественниками Ярославом Поповичем, Русланом Грищенко и Сергеем Матвеевым выступал в итальянской команде Zoccorinese.
В 2002 году Подгорный подписал контракт с профессиональной швейцарской командой De Nardi, отметился вторым местом на шоссейном чемпионате Украины. В следующем сезоне перешёл в итальянскую Marchiol, занял первое место на «Джиро делла Регионе» и в генеральной классификации «Джиро дель Венето» (б). В 2004 году присоединился к профессиональной итальянской команде LPR-Piacenza, однако продержался в ней не долго — вскоре его изгнали за арест, связанный избиением и ограблением проститутки.
В период 2005—2007 Подгорный выступал за ирландскую команду Tenal-Salmilano, выиграл несколько гонок и отдельных этапов, в том числе оказался победителем на «Трофео Маттеотти» и на «Туре Бриксии». В 2008 году вернулся в LPR, одержал победу на шоссейном чемпионате Украины в Севастополе, занял третье место в генеральной классификации «Тура Австрии». Благодаря череде удачных выступлений удостоился права защищать честь страны на летних Олимпийских играх в Пекине — в мужской групповой гонке вместе с белорусом Александром Кучинским довольно долго находился в лидирующем отрыве, однако в конечном счёте сдал позиции и на финише был лишь пятьдесят третьим.
В 2009 и 2010 годах выступал за итальянскую команду ISD-Neri, наиболее примечательные результаты в этот период — победа на стартовом этапе «Тура Бриксии», второе место на шоссейном чемпионате Украины, участие в гранд-туре «Джиро д’Италия». Последней профессиональной командой, в которой выступал Подгорный, стала голландская Vacansoleil-DCM, с ней в 2011 году он побывал на «Вуэльте Испании» и на «Туре Польши», однако каких-то существенных достижений не добился.
Имеет высшее образование, окончил Винницкий государственный педагогический университет. За выдающиеся спортивные достижения удостоен почётного звания «Заслуженный мастер спорта Украины». Ныне с семьёй проживает в Белой Церкви, есть жена Виктория и дочь Анастасия. Является основателем журнала «Велотрафик».